# Patti Harrison
Patti Harrison (31 d'octubre de 1990) és una actriu i còmica estatunidenca. És coneguda pels seus papers en sèries de comèdia com Shrill (2019-2021) i I Think You Should Leave with Tim Robinson (2019-present), així com per la pel·lícula de comèdia Together Together (2021), amb la qual va guanyar una nominació al premi Independent Spirit a la millor protagonista femenina.

## Primers anys
Harrison va néixer a Orient, Ohio, el 31 d'octubre de 1990, la més petita de set fills de mare vietnamita i pare estatunidenc. El seu pare, natural de Detroit, era a l'exèrcit dels Estats Units i va conéixer la seua mare durant la guerra del Vietnam quan ella treballava com a conserge a la seua caserna. Va morir d'un atac de cor quan Harrison tenia sis anys. La seua primera implicació en la comèdia va ser la participació en un equip d'improvisació durant el seu temps a la Universitat d'Ohio, de la qual no es va graduar.

## Carrera
Harrison va anar a viure a la ciutat de Nova York per seguir una carrera de comèdia el 2015, però més tard es va traslladar a Los Angeles. Ha dit que el seu estil de comèdia ha canviat dràsticament des dels seus primers dies d'actuació, després d'haver sentit inicialment ansiosa per fer bromes sobre el sexe i la seua sexualitat a causa de la transfòbia interioritzada derivada de ser una dona trans. En una entrevista a Vogue, va descriure el seu personatge còmic: "Soc una persona desagradable i estúpida, aquesta és la meua veu. Soc una persona malvada i de merda a l'escenari, d'una manera molt conscient: el mal està colpejant".
El 2017, Harrison va guanyar més protagonisme per la seua aparició a The Tonight Show Starring Jimmy Fallon, on va fer bromes sobre la prohibició de l'aleshores president Donald Trump de les persones transgènere a l'exèrcit. Des de llavors, ha aparegut als programes de televisió High Maintenance, I Think You Should Leave with Tim Robinson, Broad City i Search Party, així com a la pel·lícula A Simple Favor. El 2019, va començar a interpretar a Ruthie a la sèrie de comèdia de Hulu Shrill després que la cocreadora i estrella del programa Aidy Bryant la va contactar a través d'Instagram i la va animar a fer una audició. Més tard es va unir a l'equip d'escriptors de la sèrie de comèdia animada Big Mouth durant la seua quarta temporada.
Harrison va ser nomenada com un dels "10 còmics per veure" de la revista Variety el 2019. Més tard aquell any, va ser co-presentadora de la sèrie digital Unsend de Comedy Central amb Joel Kim Booster. També coorganitza un podcast anomenat A Woman's Smile amb River L. Ramirez. El 2020, va protagonitzar Yearly Departed, juntament amb altres còmics com Rachel Brosnahan i Ziwe Fumudoh. Aquell mateix any, va començar a presentar un programa mensual anomenat Died & Gone to Heaven! a la café Largo de Los Angeles.
El febrer de 2021, Harrison va ser prohibida de Twitter després d'una broma en què va suplantar el compte de Nilla Wafers en una paròdia del pinkwashing corporatiu i, en particular, un tuit de la marca de galetes Oreo. La polèmica la va portar a aparéixer a Jimmy Kimmel Live! per discutir-ho. Més tard aquell any, es va convertir en la primera actriu transgènere a participar en una pel·lícula d'animació de Disney quan va fer la veu de Tail Chief a Raya and the Last Dragon. També va fer el seu primer paper protagonista a Together Together, pel qual va obtenir una nominació al Premi Independent Spirit a la millor protagonista femenina.

## Vida privada
Harrison va sortir de l'armari com una dona transgènere poc després d'abandonar la Universitat d'Ohio; va descriure la seua família com a encoratjadora. Li van diagnosticar TDAH el 2021, i va dir a The New Yorker que va endarrerir la recerca d'un diagnòstic fins que va "arribar a un punt en què [ella] estava tan frustrada per [la seua] incapacitat per mantenir-se en el camí". També és artista i publica sovint el seu treball a Instagram. Ha fet campanya pels Socialistes Demòcrates d'Amèrica.